# 新屋敷町 (西尾市)
新屋敷町（しんやしきちょう）は、愛知県西尾市の地名。

## 地理

### 施設
- 天理教幡豆分教会

- 天理教幡豆分教会

## 歴史

### 地名の由来
文久2年の参勤交代の緩和により江戸から西尾に帰郷した藩士たちの屋敷として新たに造成されたことによる。

### 沿革
- 文久2年 - 新たに造成[1]。
- 1871年（明治4年） - 追羽新町に編入される[1]。
- 1953年（昭和28年） - 西尾町大字鶴城の一部により、同町大字新屋敷が成立[1]。
- 1954年（昭和29年） - 西尾市新屋敷町となる[1]。

### 人口の変遷
国勢調査による人口および世帯数の推移。
| 1995年（平成7年）  | 123世帯 391人 |  |
| 2000年（平成12年） | 114世帯 368人 |  |
| 2005年（平成17年） | 130世帯 366人 |  |
| 2010年（平成22年） | 120世帯 333人 |  |
| 2015年（平成27年） | 132世帯 330人 |  |
| 2020年（令和2年）  | 132世帯 302人 |  |

### WEB
1. ↑  “愛知県西尾市の町丁・字一覧”.   人口統計ラボ. 2023年12月31日閲覧。
2. 1 2  総務省統計局 (2022年2月10日). “令和2年国勢調査の調査結果(e-Stat) - 男女別人口，外国人人口及び世帯数－町丁・字等” (CSV). 2023年8月2日閲覧。
3. ↑  “読み仮名データの促音・拗音を小書きで表記するもの(zip形式) 愛知県” (zip).   日本郵便 (2024年2月29日). 2024年3月26日閲覧。
4. ↑  “市外局番の一覧” (PDF).   総務省 (2022年3月1日). 2022年3月22日閲覧。
5. ↑  “ナンバープレートについて”.   一般社団法人愛知県自動車会議所. 2024年1月21日閲覧。
6. ↑  総務省統計局 (2014年3月28日). “平成7年国勢調査の調査結果(e-Stat) - 男女別人口及び世帯数 －町丁・字等” (CSV). 2021年7月20日閲覧。
7. ↑  総務省統計局 (2014年5月30日). “平成12年国勢調査の調査結果(e-Stat) - 男女別人口及び世帯数 －町丁・字等” (CSV). 2021年7月20日閲覧。
8. ↑  総務省統計局 (2014年6月27日). “平成17年国勢調査の調査結果(e-Stat) - 男女別人口及び世帯数 －町丁・字等” (CSV). 2021年7月21日閲覧。
9. ↑  総務省統計局 (2012年1月20日). “平成22年国勢調査の調査結果(e-Stat) - 男女別人口及び世帯数 －町丁・字等” (CSV). 2021年7月21日閲覧。
10. ↑  総務省統計局 (2017年1月27日). “平成27年国勢調査の調査結果(e-Stat) - 男女別人口及び世帯数 －町丁・字等” (CSV). 2021年7月21日閲覧。

### 書籍
1. 1 2 3 4 5  「角川日本地名大辞典」編纂委員会 1989, p. 718.